# Лину Нету, Антониу
Антониу Коррейя Лину Лейтан Нету (порт. António Correia Lino Leitão Neto; 30 января 1873, Масан — 16 ноября 1961, Лиссабон) — португальский католический политик, экономист и юрист, председатель Португальского католического центра в 1919—1934, депутат парламента в 1918 и 1922—1926. Проректор Технического университета Лиссабона в 1938—1942. Стоял на позициях социально-политического католицизма и ранней христианской демократии. Признавал португальскую республику, но отстаивал интересы церкви и католической общественности. Сотрудничал с Антониу Салазаром, в целом принял режим Нового государства.

## Служба, наука и взгляды
Родился в семье масанского муниципального чиновника. Среднее образование получил в католической семинарии Порталегри. В 1899 окончил юридический факультет Коимбрского университета, специализировался на хозяйственном праве. Поступил на муниципальную службу, был секретарём окружной администрации Бежа и городской администрации Порталегри. Затем служил в прокуратуре Абрантиша.
С 1908 Антониу Лину Нету проживал с семьёй в Лиссабоне. Заведовал кафедрой политэкономии и административного права в Промышленно-торговом институте. Опубликовал ряд научных работ по политэкономии, истории и юриспруденции. Особое внимание уделял аграрному производству, муниципальному управлению, молодёжным национальным и католическим движениям португальского Нового времени.
Политически Лину Нету придерживался традиционно-консервативных взглядов с некоторым либеральным уклоном. В последние годы португальской монархии состоял в конституционно-монархической Прогрессистской партии.
Ценностным приоритетом Антониу Лину Нету являлась португальская католическая церковь. Его мировоззрение основывалось на идеях Папы Римского Льва XIII и принципах Rerum Novarum, католическом социальном учении и католической политической доктрине. Был активистом Народной католической ассоциации, выступал за «христианизацию Португалии». Сотрудничал с кардиналом-патриархом Лиссабона Антониу Мендешем Беллу, с идеологом монархизма, клерикализма и лузитанского интегрализма Алберту Пиньейру Торрешем.

## Политическая деятельность

### В Католическом центре
5 октября 1910 Португальская революция свергла многовековую монархию и установила Первую республику. В революции был выражен резкий антиклерикальный мотив, неприемлемый для католического активиста. Антониу Лину Нету публично защищал права церкви, протестовал против преследований. Во время Первой мировой войны занимал должность советника в мэрии Лиссабона.
С 1915 Антониу Лину Нету состоял в партии Португальский католический центр (CCP), первым председателем которой являлся Пиньейру Торреш. На выборах 1918 Лину Нету был избран в парламент, стал вице-председателем, затем и. о. председателя палаты депутатов. Это был период диктатуры Сидониу Паиша, отменившего наиболее жёсткие антиклерикальные законы. На парламентском посту Лину Нету активно способствовал нормализации и сближению республиканского государства с католической церковью.
Под руководством Пиньейру Торреша CCP занимал крайне консервативные клерикально-монархические позиции, был непримиримо враждебен республике. Лину Нету придерживался иного подхода. Главным для него был не государственный строй, а положение католической церкви. До некоторой степени был склонен даже к ультрамонтанству: противопоставлял авторитет Папы Римского национализму, приведшему к Первой мировой войне. Считал необходимым отстаивать церковь участием в республиканской политике.
В ноябре 1919 съезд CCP сменил руководство. При поддержке кардинала Мендеша Беллу новым председателем стал Антониу Лину Нету. Он значительно изменил политический курс и риторику партии. Объявил о признании республики, называл христианскую церковь «самой прекрасной демократией, которую когда-либо видел мир, первой демократией всех времён». Против нового курса выступил жёсткий консерватор-монархист Жозе Фернанду ди Соза Нему, приверженец идей Шарля Морраса. Рупором консерваторов стала газета A Época; Лину Нету руководил газетой A União, впоследствии Novidades.
Исход внутрипартийного противоборства во многом определил активист CCP Антониу ди Оливейра Салазар. Из соображений прагматизма он выступил на стороне Лину Нету. Убедительные выступления Салазара укрепили позиции председателя. Также Лину Нету поддержали португальские католические прелаты и Святой Престол. В 1920 Лину Нету был переизбран и оставался председателем CCP до 1934.
На выборах 1922 Антониу Лину Нету вновь был избран депутатом парламента и сохранил мандат на выборах 1925. Возглавлял фракцию CCP, был активен как парламентарий. Жёстко критиковал принятый в 1911 закон об отделении церкви от государства — как «анархический, аморальный и несправедливый». Требовал свободы вероисповедания и равного подхода государства ко всем религиям и атеизму. Внёс несколько законопроектов о восстановлении правосубъектности католической церкви, возвращении конфискованного церковного имущества. В резонансном выступлении 1 августа 1923 Лину Нету заявил, что отделяет республиканское правление от антицерковного законодательства: признаёт первое, но отрицает второе.

### В «Новом государстве»
В 1926 CCP поддержал национально-революционный военный переворот. Однако партийная деятельность в условиях военной диктатуры была прекращена. В 1928 Антониу Салазар занял пост министра финансов, в 1930 возглавил правительство Португалии. Утвердилась однопартийная система Нового государства. Салазар предложил членам CCP вступать в правящий Национальный союз. «Новое государство» старалось деполитизировать общество и не поощряло самостоятельную политическую активность католиков.
CCP под руководством Антониу Лину Нету сосредоточился на социальной работе. Лину Нету старался проводить церковные интересы, организовывал государственную и общественную поддержку католических приходов и ассоциаций, вступил в организацию Португальское католическое действие (ACP). Убедившись, что Папа Пий XI отдаёт предпочтение ACP, в 1934 Лину Нету вышел из CCP. Участвовал в движении Католическое действие.
Правительство Салазара проявляло благосклонность к католической церкви. Антониу Лину Нету в целом принимал режим «Нового государства», но временами критиковал и высказывался за восстановление политической свободы. Работал адвокатом, преподавал в вузах, с 1938 по 1942 был проректором Технического университета Лиссабона.
Ему удавалось приобретать единомышленников и устанавливать союзы, но он подвергался и резкой критике из противоположных политических лагерей. Правые монархисты не прощали Лину Нету признания республики. Левые республиканцы считали его католическим клерикалом, проводником церковного вмешательства в светские дела, скрытым монархистом. Однако те и другие признавали, что Лину Нету повышал влияние церкви и в монархической, и в республиканской среде. Фактически именно он покончил со стереотипом непременного монархизма и клерикализма португальских католиков. Воззрения Лину Нету воспринимаются как вариант христианской демократии.

## Личность и память
Антониу Лину Нету был женат, имел восьмерых детей. Его сын Антониу Мария Лину Нету являлся крупным чиновником при режимах Салазара и Каэтану, последним министром юстиции «Нового государства». Лину Нету-старший поддерживал дружеские отношения в различных культурно-политических кругах. Среди его друзей были поэт-антиклерикал Абилиу Герра Жункейру и философ-социалист Антониу Сержиу.
Скончался Антониу Лину Нету в возрасте 88 лет.
За заслуги перед церковью кардинал Мендеш Беллу наградил Лину Нету Большим крестом ордена Святого Григория Великого. Наследие Лину Нету изучается в Католическом университете Португалии. В португальской истории Лину Нету остался как «человек церкви, каким он был всю жизнь».